# Louis Parisot
Louis Parisot SMA (* 11. Juli 1885 in Brognon, Frankreich; † 21. April 1960) war Erzbischof von Cotonou in Benin.

## Leben
Louis Parisot trat in die Gesellschaft der Afrikamissionen ein und empfing am 17. Oktober 1909 die Priesterweihe.
Papst Pius XI. ernannte ihn am 11. März 1935 zum Apostolischen Vikar von Dahomey und zum Titularbischof von Tacapae. Die Bischofsweihe erhielt er durch den Bischof von Dijon, Pierre Petit de Julleville. Mitkonsekratoren waren der Apostolische Vikar von Togo, Bischof Jean-Marie Cessou SMA, und der Bischof von Montpellier, Gabriel Brunhes. 
Parisot begann sofort, den christlichen Glauben im Norden von Dahomey, dem heutigen Benin zu verbreiten, und von 1937 an übernahm er die Aufgabe in Kandi, Tchaourou und Natitingou. In den Jahren 1942 und 1948 wurden im Norden unter der Leitung von François Faroud SMA eigene unabhängige, apostolische Präfekturen in Niamey und Parakou errichtet. Parisot blieb als Apostolischer Vikar von Ouidah Oberhirte des verbleibenden Territoriums.
Am 14. September 1955 wurde Louis Parisot mit der Erhebung des Apostolischen Vikariats Ouidah zum Erzbistum Cotonou zu dessen erstem Erzbischof bestellt. Am 5. Januar 1960 nahm Papst Johannes XXIII. seinen altersbedingten Rücktritt vom Amt des Erzbischofs an und ernannte seinen Weihbischof Bernardin Gantin zu seinem Nachfolger.